# Переробка пластику
- Сортування пластикових відходів у однопотоковому центрі переробки
- Відсортовані за кольором використані пляшки в тюках
- Подрібнений поліетилен високої щільності (ПВЩ) готовий до переробки
- Лійка з перероблених пляшок

Переробка пластику — це процес збирання відходів пластика та їх переробка у корисні продукти, задля зменшення впливу на навколишнє середовище, збереження природних ресурсів та виробництва продуктів з доданою вартістю. Це передбачає збір, сортування, очищення та перетворення викинутих пластикових відходів на нові продукти.
Оскільки пластик не розкладається, то щороку близько восьми мільйонів тон пластикових відходів потрапляють у світовий океан, а також забруднюють ґрунти та екосистеми мікропластиком, що сприяє погіршенню здоров'я людей, тварин і екосистем. Переробка пластику допомагає зменшити забруднення пластиком, очистити звалища, та сприяє циркулярній економіці та сталому розвитку.
Процес зазвичай починається зі збору, коли різні типи пластику збираються з таких джерел, як побутові сміттєві баки, комерційні установи та виробничі потужності. Після збору пластик сортується за типом смоли, кольором та іншими властивостями, щоб забезпечити його сумісність для переробки. Після сортування очищений пластик переробляється різними методами переробки. Механічна переробка передбачає подрібнення або плавлення пластику з утворенням гранул або пластівців, які потім можна використовувати для виробництва нових продуктів. Хімічна і термічна переробка розщеплює пластик на оригінальні компоненти за допомогою таких процесів, як деполімеризація чи піроліз, що дозволяє створювати нові матеріали без втрати якості. Кожен метод переробки має свої переваги та обмеження, залежно від типу пластику та його стану. Перероблені матеріали можливо використовувати для створення широкого спектру продуктів, таких як упаковка, текстиль, будівельні матеріали, паливо тощо.
Ефективна переробка пластику вимагає співпраці між споживачами, підприємствами, урядами та підприємствами з переробки відходів задля створення ефективних систем збору, розробки інноваційних технологій переробки та сприяння екологічним та відповідальним методам споживання. Завдяки постійному прогресу та колективним зусиллям переробка пластику робить значний внесок у більш стійке та екологічно свідоме майбутнє, але станом на початок 2020-х забруднення пластиком залишається однією з основних екологіних проблем людства.

## Процеси
Переробка пластику включає кілька методів, таких як механічні, хімічні та термічні процеси.

### Сортування

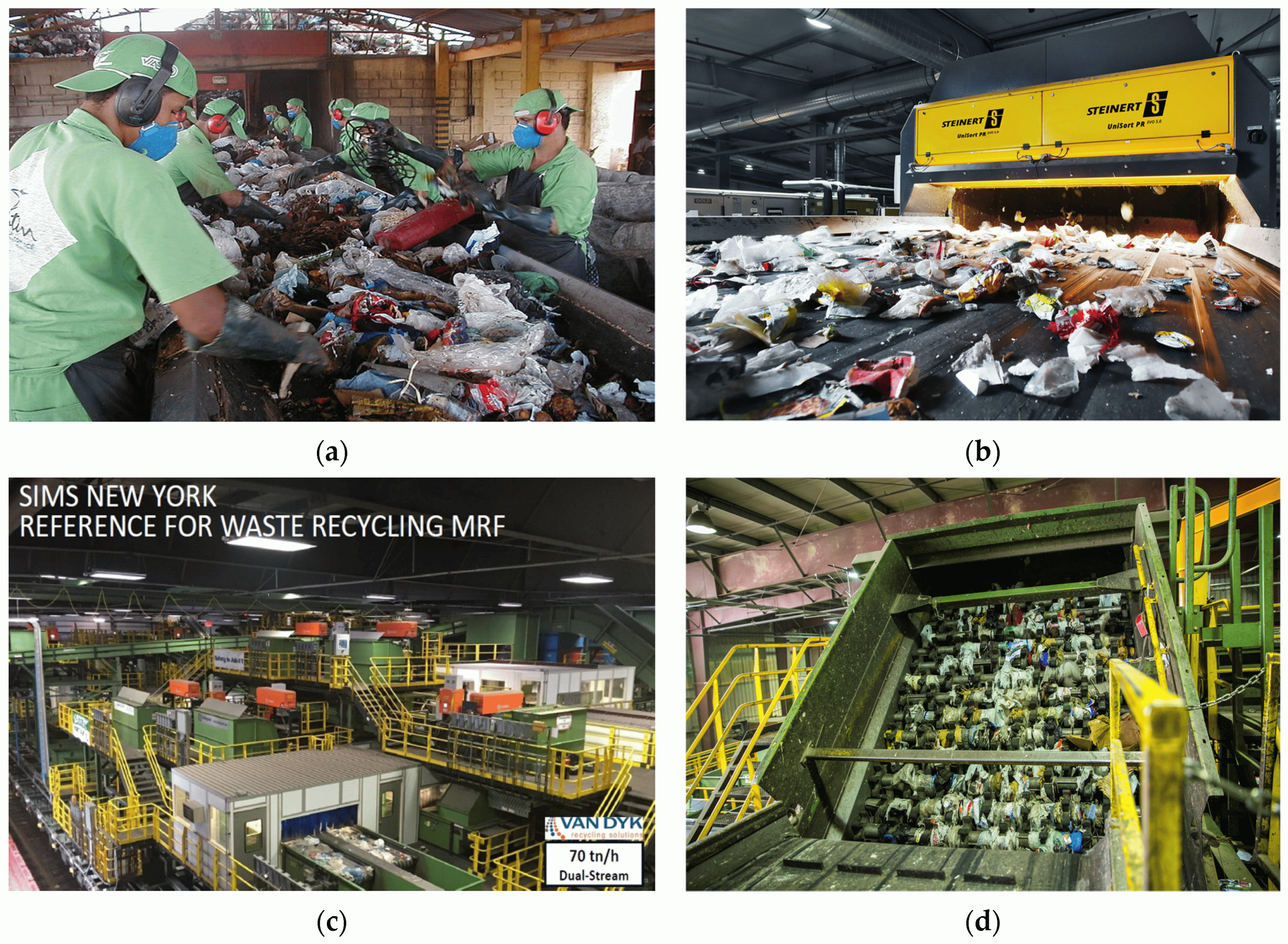
(a) Ручний процес сортування, (b) автоматизоване сортування за допомогою оптичного сортувальника, (c) огляд обладнання для сортування з використанням кількох автоматичних сортувальників, і (d) заплутування матеріалів як основна проблема.

Перед переробкою, більшість пластиків сортуються за типом смоли та іншими характеристиками для забезпечення ефективних процесів вторинної переробки.
Сортування пластику зележить від особливостей технологічного процесу, але загалом включає такі процеси та технології, як ручний збір і сортування пластикових матеріалів, очищення від органічних домішок, та механічні автоматизовані процеси, які включають подрібнення, просіювання, сортування по густині матеріалу (у повітрі, рідинах) та у магнітних сепараторах, а також широкий спектр технології спектрофотометричного розділення, кожен з яких має свої переваги та недоліки, та можуть використовуватись в комбінація між собою та зі штучним інтелектом:
- Близько-інфрачервона спектроскопія[en] (NIRS): є найпоширенішою методикою, яка забезпечує швидкий аналіз, низьку вартість, майже відсутність потреби підготовки зразків; але темні полімери неможливо надійно ідентифікувати, і проблематичне сортування полімерними сумішей з добавками;[18][19][20][21][22]
- Середньо-інфрачервона спектроскопія (MIR): порівняно з NIRS має менше проблем із чорними полімерами; але потрібна додаткова підготовка зразка, тривалий час виявлення, потрібен тісний контакт із зразком, і, станом на 2022 рік, поки що не підходить для високопродуктивного сортування;[23][24]
- Ультрафіолетова спектроскопія: швидка ідентифікація різнокольорових полімерів; але неможливо відсортувати за типом полімеру, якщо вони мають однаковий колір або різні добавки;[25]
- Рентгенофлуоресцентний аналіз: швидко, дешево, добре підходить для «важких» індикаторів (переважно неорганічних), може ідентифікувати наявність бромованих антипіренів; але може відрізняти лише між ПВХ та іншими пластиками, а не між усіма сімействами пластику без індикаторних речовин;[26][27]
- Флуоресцентна спектроскопія: швидко, придатна для сортування на основі індикаторів з використанням органічних і неорганічних індикаторів; але немає характерних спектрів для різних полімерів, а випромінювання високої енергії може впливати на властивості матеріалу;[28]
- Лазерно-іскрова емісійна спектрометрія[en] (LIRS): майже не потрібна підготовка зразків, дозволяє ідентифікувати добавки; але може пошкодити матеріал потежним лазером, і низька швидкість;[29][30]
- Раман-спектроскопія: швидко, добре як додатковий метод до багатьох інших методів спектроскопії, таких як NIRS або LIBS[31] (і також часто використовується для виявлення мікропластику в рідинах[32]); але слабка інтенсивність, багато шуму від кольорового пластику;[16][33][34]
- Часова флуоресцентна спектроскопія (TGFS): методика, що доповнює інші спектрофлуорометричні методи покращенням співвідношення сигнал/шум; але дорога (необхідне додаткове обладнання та програмне забезпечення) і може бути обмежена пропускна здатність;[35][36][37][38]
- Флуоресцентна спектроскопія з підвищуючим перетворенням (Up-conversion (UC) fluorescence spectroscopy): допускає використання нижчих концентрацій індикаторів, а також меншої енергії випромінювання, підходить для виявлення чорних полімерів; але дорога і складна[39][40].

#### Штучний інтелект

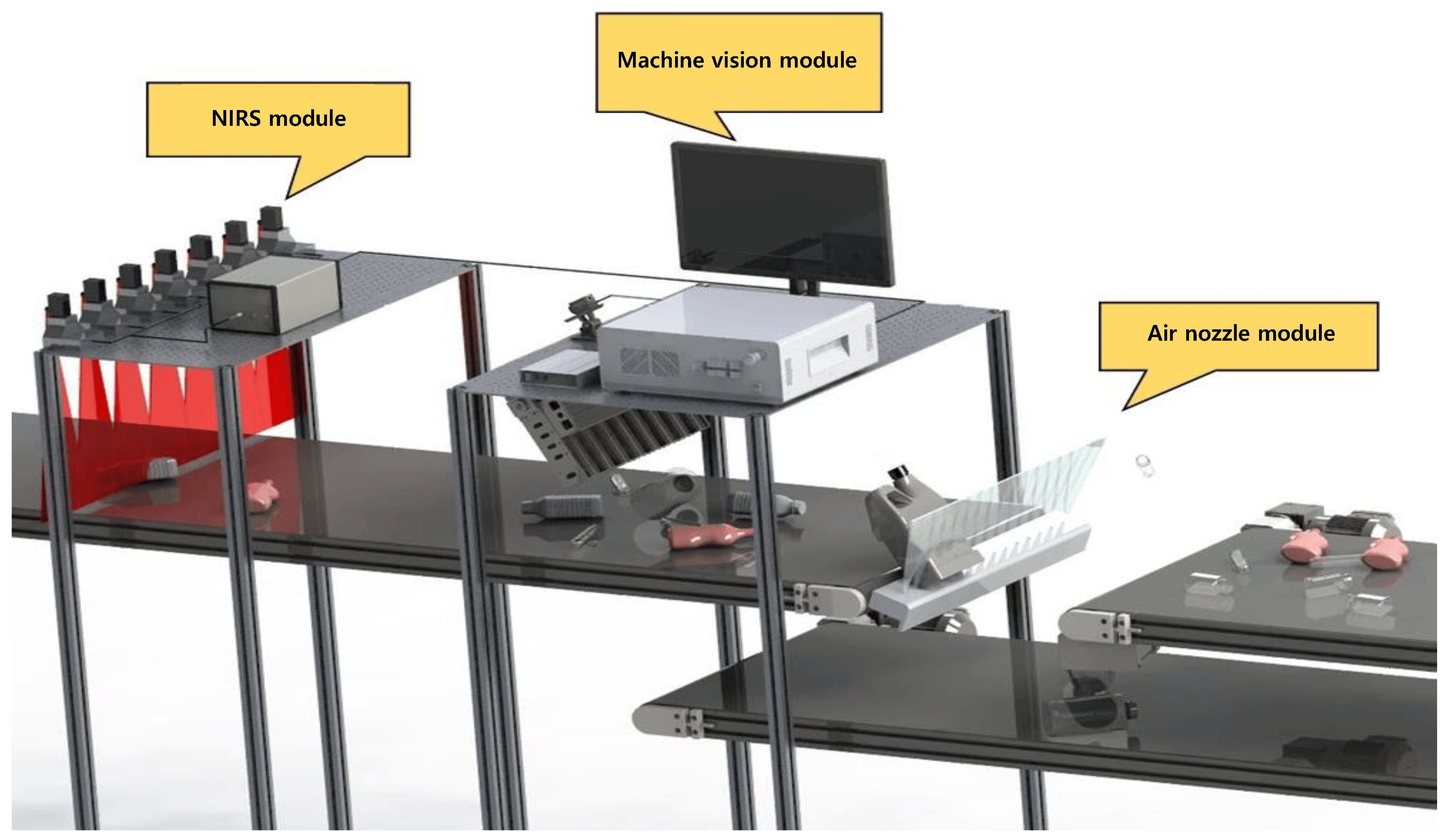
Система на основі ком'ютерного зору та глибокого навчання для збільшення ефективності сортування пластику.

Хоча звичайні методи, що використовуються протягом останніх десятиліть, такі як спектроскопія близько-інфрачервона спектроскопія (NIRS), є певною мірою ефективні, вони стикаються з труднощами в точній класифікації подібних за хімічним складом зразків, таких як поліетилентерефталат (ПЕТ) і ПЕТ-гліколь (PET-G), які мають подібний хімічний склад, але різні фізичні характеристики.
Стаття 2023 року, опублікована в науковому журналі Applied Science представляє підхід, який адаптує датчики зображення та алгоритми глибокого навчання для покращення класифікації пластикових відходів на основі форми відходів. На відміну від звичайних методів, які покладаються виключно на спектральний аналіз, ця методологія спрямована на суттєве підвищення точності та ефективності класифікації пластмас, особливо коли йдеться про матеріали, що мають подібний хімічний склад, але різні фізичні властивості. Система, розроблена з використанням датчиків зображення та моделі YOLO, виявилася не тільки ефективною, але й масштабованою та адаптованою для різноманітних промислових і екологічних застосувань, і продемонструвала вражжаючі результати. Дослідники досягли показника точності класифікації, що перевищує 91,7% середньої точності (mAP) у розрізненні ПЕТ і ПЕТ-G, перевершуючи звичайні методи на значний відрив, що може значно підвищити ефективність переробки. Запропонований підхід сприяє створенню більш сталої та ефективної системи управління пластиковими відходами, зменшуючи навантаження на звалища та пом’якшуючи вплив пластикових відходів на навколишнє середовище, сприяючи більш чистому та стійкому навколишньому середовищу.

#### Роботизоване сортування

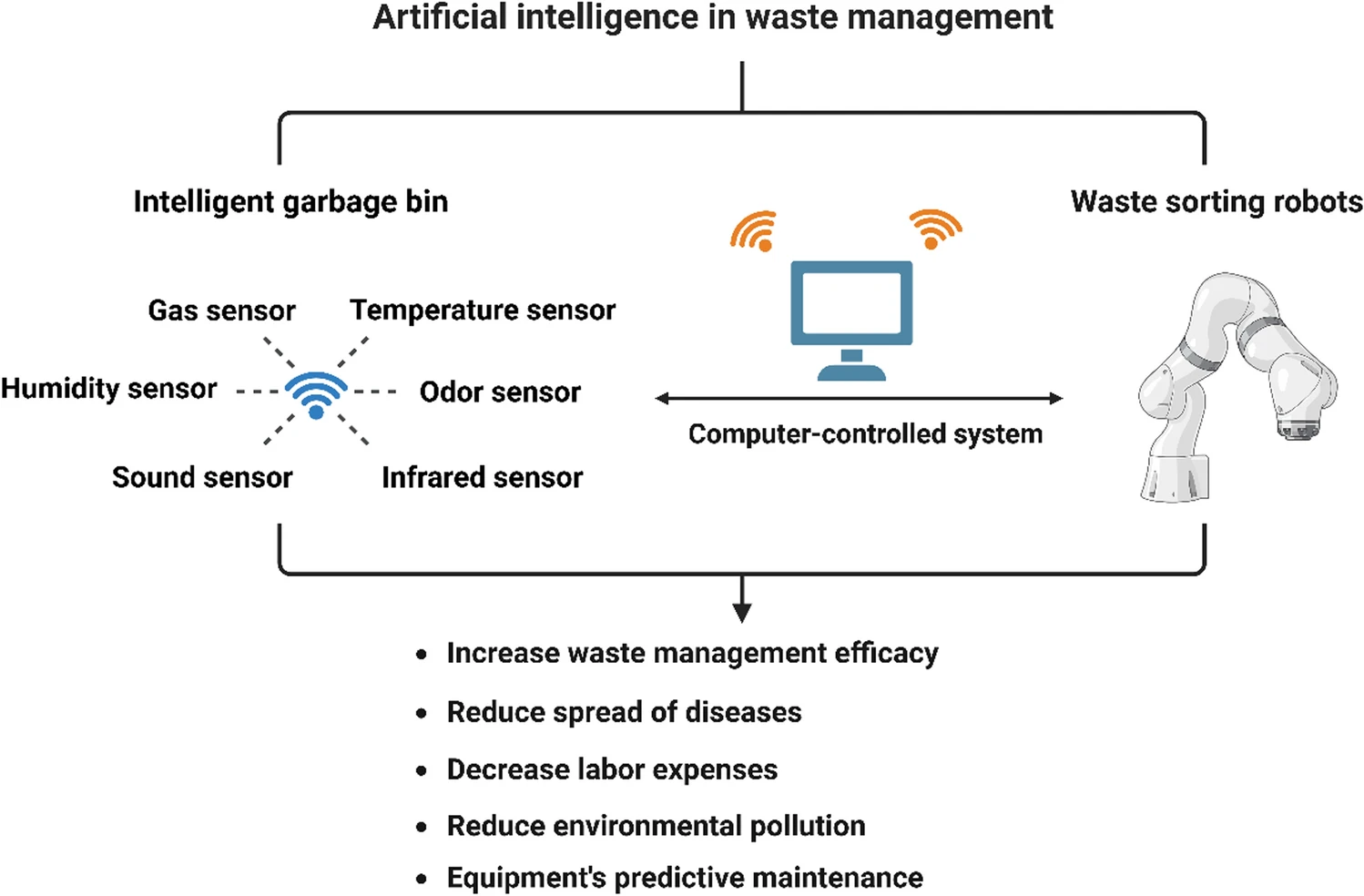
Використання штучного інтелекту в управлінні відходами й роботизованому сортуванні.

Для деяких пластикових відходів, можлива розподілена переробка за допомогою сучасних технічних пристроїв, так званих перероботів (recyclebots).
Роботи, оснащені системами машинного зору на основі штучного інтелекту, можуть ідентифікувати та сортувати різні типи матеріалів на конвеєрних стрічках. Ці системи використовують камери та датчики для розпізнавання предметів за формою, кольором і складом матеріалу. Алгоритми штучного інтелекту й машинного навчання постійно навчаються та покращують точність з часом, роблячи сортування більш ефективним і точним.
Огляд 2022 року порівнює 7 роботизованих автоматичних сортувальників пластику на основі штучного інтелекту.

#### Маркування
Інновації в маркуванні та упаковці включають розробку розумних етикеток або QR-кодів, які можуть скануватися сортувальними машинами для ідентифікації матеріалів, що робить сортування більш точним і автоматизованим.

### Механічна переробка

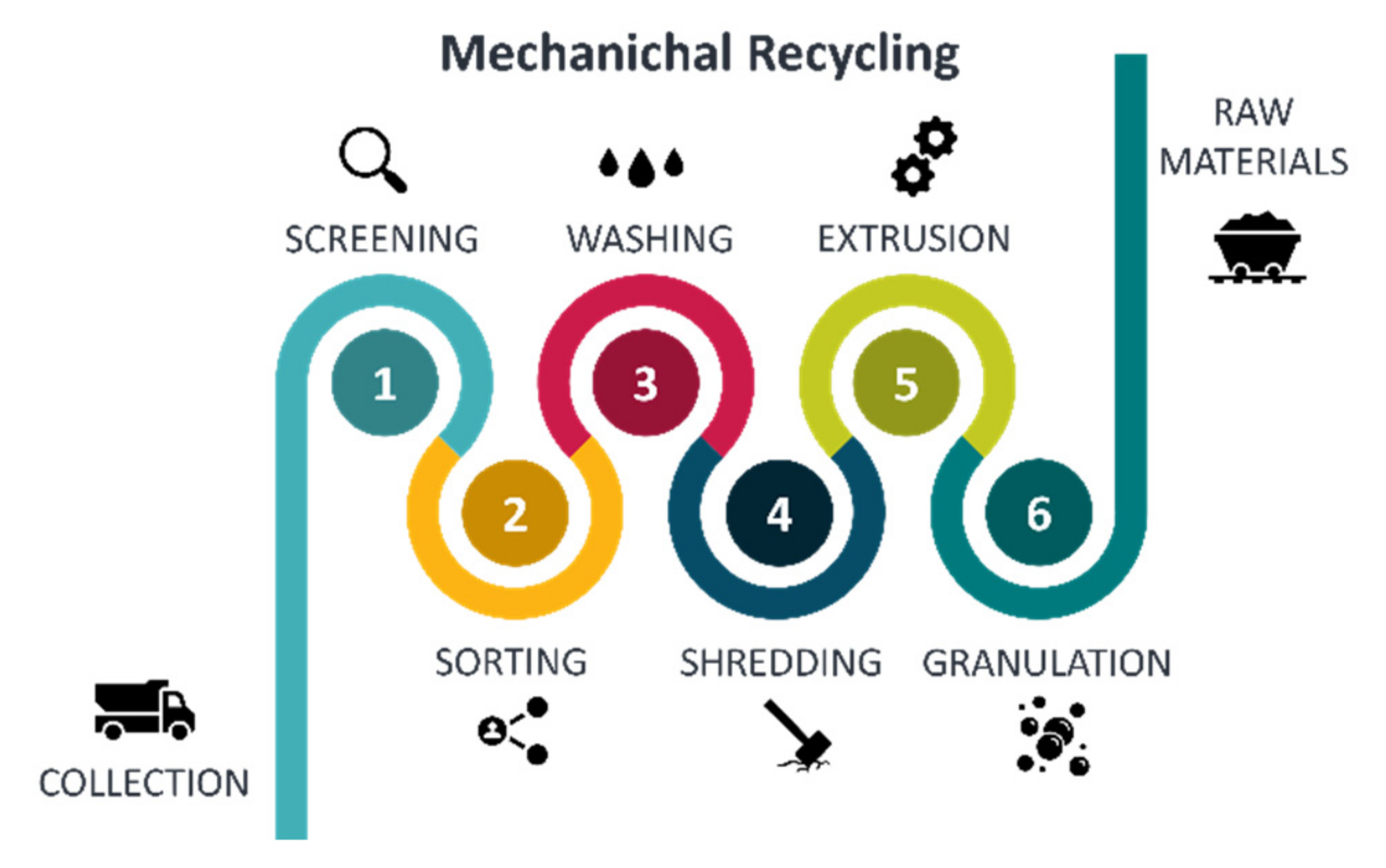
Загальна схема механічної переробки пластику.

Механічна переробка є основною та найбільш використовуваною технологією переробки пластику, яка включає кілька етапів, таких як збір, сортування, миття та повторна обробка.

#### Основні етапи
1. Відбір і сортування: вирішальне значення для повторної переробки та кінцевої якості полімеру. Використовуються різні методи поділу, враховуючи такі властивості, як щільність, колір, розмір, а також магнітні чи електричні властивості.[52] Електростатичне розділення, зокрема, використовує різницю в електропровідності для розділення матеріалів, що особливо корисно для відділення пластику від інших компонентів відходів.[53][54]
2. Техніка гравітаційного розділення: використання повітря або води допомагає розділити матеріали на основі різниці їх густини. Для ефективного сортування використовуються розділення раковини та поплавця (sink and float separation,) відсадка та гідроциклонування.
3. Оптичні датчики: додатково використовуються для безперервного визначення характеристик і розділення пластикових потоків (див. #Сортування).
4. Інноваційні технології для складних матеріалів: селективне розчинення полімерів і технології поділу кількох матеріалів розроблені для складних матеріалів, таких як багатошарові плівки або композити.
5. Методи повторної обробки: після завершення механічного розділення матеріали подрібнюються, пропускаючи їх через систему обертових лез. Потім отримані пластівці сортують за розміром за допомогою сітки, промивають і сушать, готують до повторної обробки шляхом екструзії або агломерації та продають.

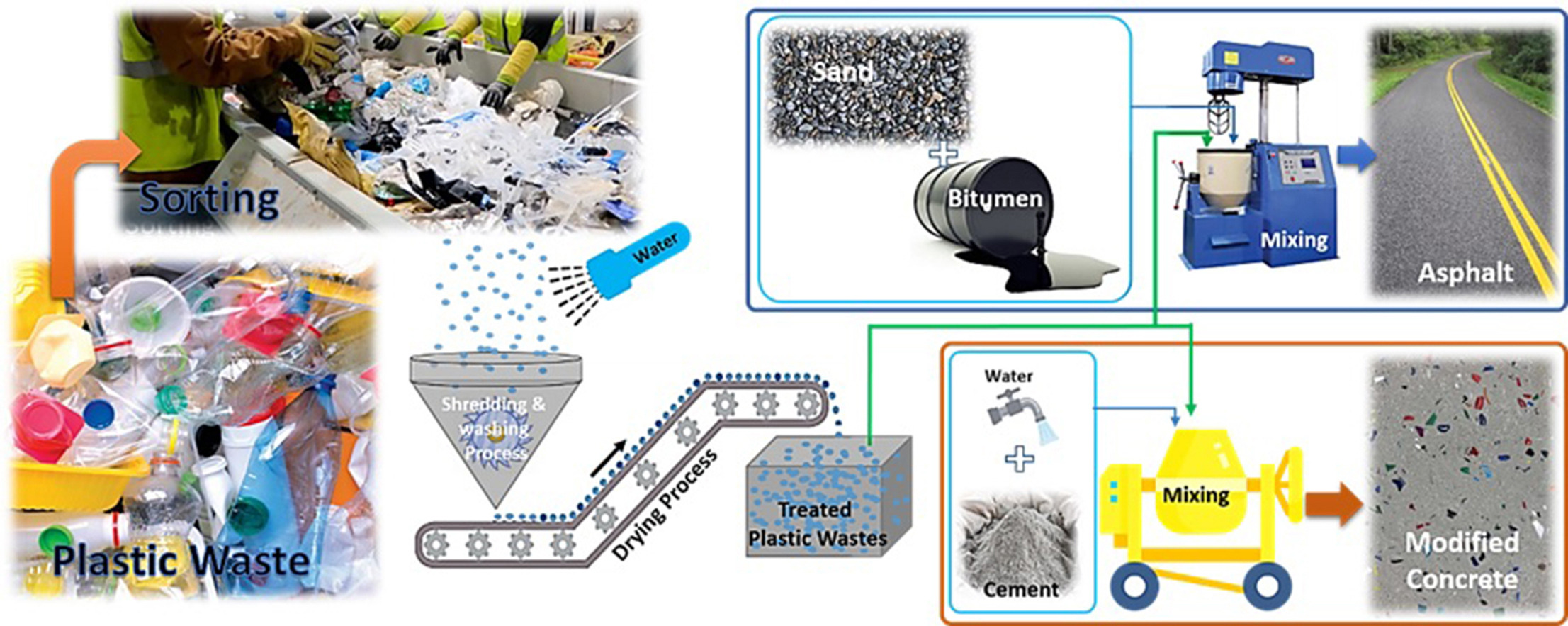
Технологія переробки пластикових відходів у будівельні матеріали.

#### Перспективи та інновації
- Вибіркове розділення: інноваційні підходи зосереджені на розділенні складних матеріалів, таких як композити, для більш ефективної переробки.
- Технології оптичних датчиків: постійний прогрес оптичних датчиків у поєднанні зі штучним інтелектом допомагає розпізнавати відходи та ефективно сортувати їх.
- Покращена обробка: дослідження методів запобігання деградації полімерів під час механічних процесів, спрямованих на замкнуту переробку конкретних полімерів, таких як ПЕТ.
- Методи переробки: Нові методи, такі як радикальне живцювання (radical grafting), демонструють потенціал у зміні властивостей полімерів, пропонуючи нові характеристики переробленому пластику.

Незважаючи на те, що механічна переробка залишається поширеним методом, поточні дослідження наголошують на інноваціях для вдосконалення методів розділення, покращення методів обробки та підтримки якості полімерів, вирішення проблем для ефективної та екологічно свідомої переробки пластику.

### Хімічна деполімеризація

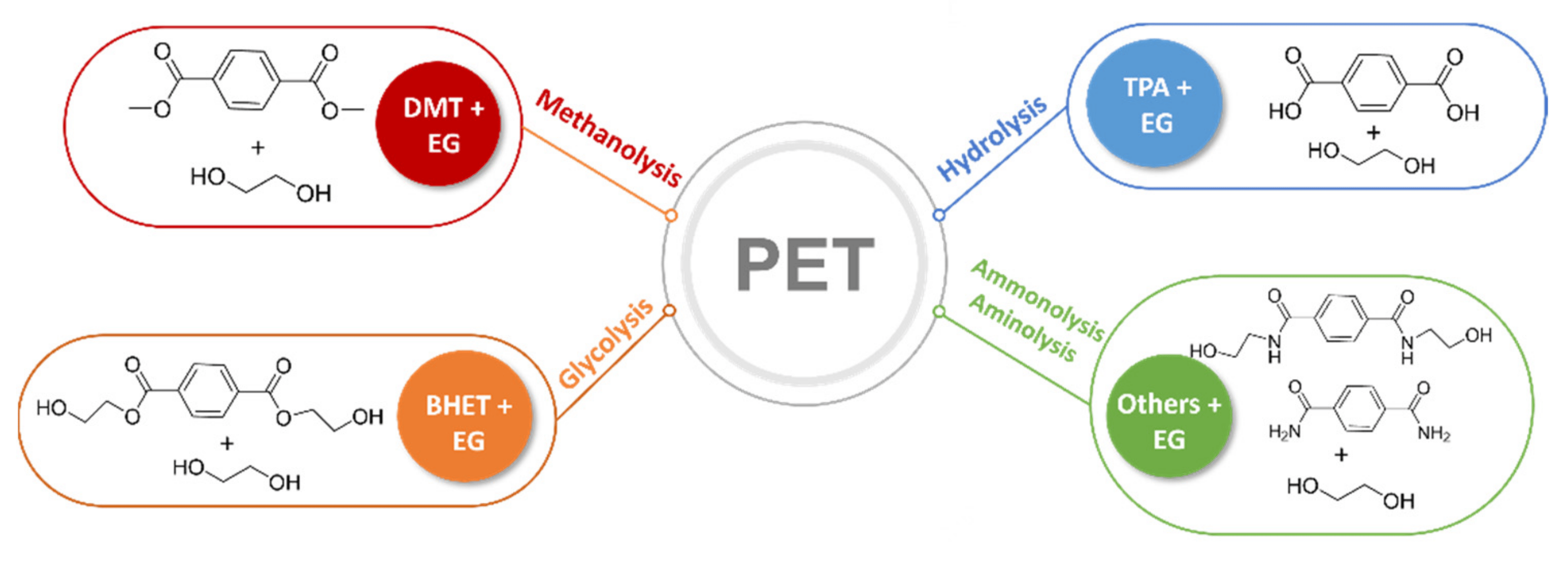
Шляхи хімічної переробки ПЕТ та продукти з доданою вартістю.

Удосконалення переробки пластику розширилося й включає хімічні методи деполімеризації поряд із механічними та термічними підходами. Хімічна переробка, зокрема за допомогою деполімеризації, демонструє значні перспективи в циркулярній економіці пластику завдяки створенню прекурсорів-мономерів із полімерів, що призводить до виробництва хімічних речовин із високою доданою вартістю. Прогнози показують, що до 2050 року майже 60% виробництва пластику буде залежати від перероблених продуктів. Робляться значні інвестиції для вдосконалення переробки хімічних речовин з метою виробництва 1,2 мільйона тонн переробленого пластику в ЄС до 2025 року та 3,4 мільйона тонн до 2030 року.
Методи хімічної переробки охоплюють сольволіз (включаючи гідроліз, метаноліз і гліколіз), каталітичну деполімеризацію та ферментативну деполімеризацію.
Сольволіз передбачає розрив полімерних зв’язків за допомогою спирту або води, з використанням каталізаторів. Гідроліз, наприклад, може ефективно розщеплювати ПЕТ (поліетилентерефталат), але вимагає більшого споживання енергії. Також є методики кислотного і лужного гліколізу ПЕТ, які мають свої переваги та недоліки. Метаноліз виділяється як ефективний процес деполімеризації ПЕТ, спрямований на отримання високоякісних мономерів і олігомерів. Останні інновації включають низькоенергетичний каталізований метаноліз, що проводиться при кімнатній температурі, завдяки чому досягається висока селективність у виході мономеру. Гліколіз, ще одна багатообіцяюча альтернатива, продемонстрував ефективну деполімеризацію ПЕТ за помірного енергетичного та екологічного впливу, особливо при використанні органокаталізаторів або гетерогенних каталізаторів, отриманих із природних джерел, таких як попіл апельсинової шкірки. Хоча аміноліз забезпечує найкращі енергетичні та екологічні параметри, він може бути дорогим через використання іонних рідин на основі амонію.
Однак методи каталітичної деполімеризації, включаючи ферментативний каталіз і гідрогеноліз, показали багатообіцяючі результати, особливо в ферментативному розкладанні ПЕТ для відновлення терефталевої кислоти та етиленгліколю. Крім того, гідрогеноліз показав потенціал у перетворенні ПЕТ на такі цінні сполуки, як бензол, толуол і ксилоли.
Серед продуктів, що виробляють методами хімічної деполімеризації, виділяють наступні:
- Мономери та олігомери (наприклад, DMT, BHET[en], MMT (монометилтерефталат), HEMT (2-гідроксіетилметилтерефталат), етиленгліколь, терефтальова кислота[en]): ці сполуки необхідні для виробництва нових пластмас. Коли вони отримані з перероблених матеріалів, вони роблять свій внесок у циркулярну економіку, замикаючи цикл у виробництві пластику, зменшуючи залежність від первинних матеріалів і зменшуючи вплив на навколишнє середовище, пов’язаний із виробництвом нового пластику.
- Полімерні прекурсори (наприклад, 1,2-пропандіол, 1,6-гександіол[en], тетрагідрофуран): ці сполуки можуть служити прекурсорами для створення різних полімерів і матеріалів. Використання перероблених джерел для цих прекурсорів дає змогу виробляти високоякісні матеріали, не покладаючись виключно на сировину на основі викопного палива, відповідно до принципів циркулярної економіки.
- Ароматичні сполуки (наприклад, бензол, толуол, ксилоли): ці сполуки мають багато промислових застосувань, крім пластмас, у тому числі у виробництві розчинників, палива та хімікатів. Незважаючи на те, що вони пропонують потенційну цінність, їх вплив на навколишнє середовище та міркування щодо обережного поводження повинні бути ретельно оцінені для їхньої ролі в зеленій економіці.

Ці інноваційні методи хімічної переробки є ключем до створення більш стійкого ландшафту переробки пластику. Постійні дослідження та розробки в цих сферах разом із використанням екологічно чистих каталізаторів можуть значно сприяти циркулярній пластиковій економіці.

### Термічна та термо-хімічна деполімеризація

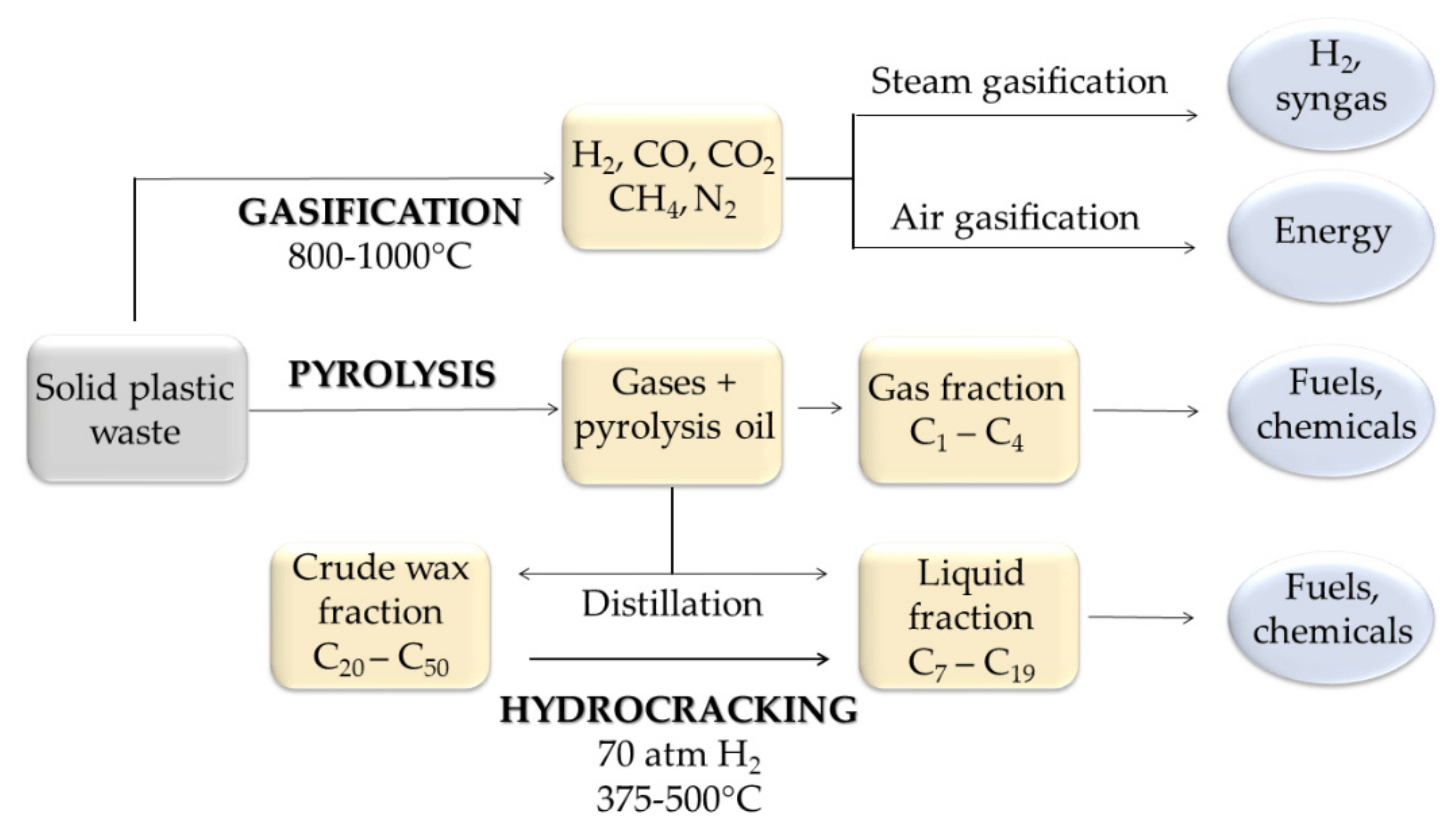
Загальна схема процесів термічної деполімеризації пластикових відходів.

Інший спосіб включає в себе перетворення різних полімерів у нафту значно менш точним процесом термічної деполімеризації. Такий процес можна застосовувати практично до будь-якого полімеру, або їх суміші, включно із термореактивними матеріалами, відходів виробництва покришок із вулканізованої гуми, біополімери, пір'я та інші відходи сільського господарства. Як і природну нафту, отриману хімічну речовину можна переробляти як на паливо, так і на виготовлення полімерів. Дослідна установка цього типу існує в Карфаген (Міссурі, США), в якій використовують відходи індичок як вихідний матеріал.
Газифікація — це аналогічний процес, але технічно не є переробкою, оскільки в результаті практично не має шансів знову стати полімерами.[джерело?] Але, газифікація пластику є, станом на початок 2020-х, найпопулярнішою технологією виробництва водню з відходів, хоча піроліз пластикових відходів, та його модифікації (такі як піроліз-паровий риформінг, піроліз-CO2 сухий риформінг, піроліз-плазмова каталітична обробка), можуть запропонувати збільшене виробництво водню, порівняно з газифікацією.
Термічна переробка відходів пластику включає такі процеси, як піроліз, гідрокрекінг та каталітичний крекінг, які проводяться при високих температурах і часто з використанням каталізаторів для руйнування пластику без кисню. Піроліз генерує рідкі або воскові суміші, багаті вуглеводнями, що ідеально підходить для нафтопереробних заводів, і використовується для важких для вторинної переробки пластмас, таких як PE/PP/PS суміші або армовані волокна. Каталітичний піроліз при більш низьких температурах дає переваги у виробництві нафти. Низькотемпературний піроліз в поєднанні з попередньою обробкою сольволізом є ефективним методом переробки композитних відходів вуглепластику.

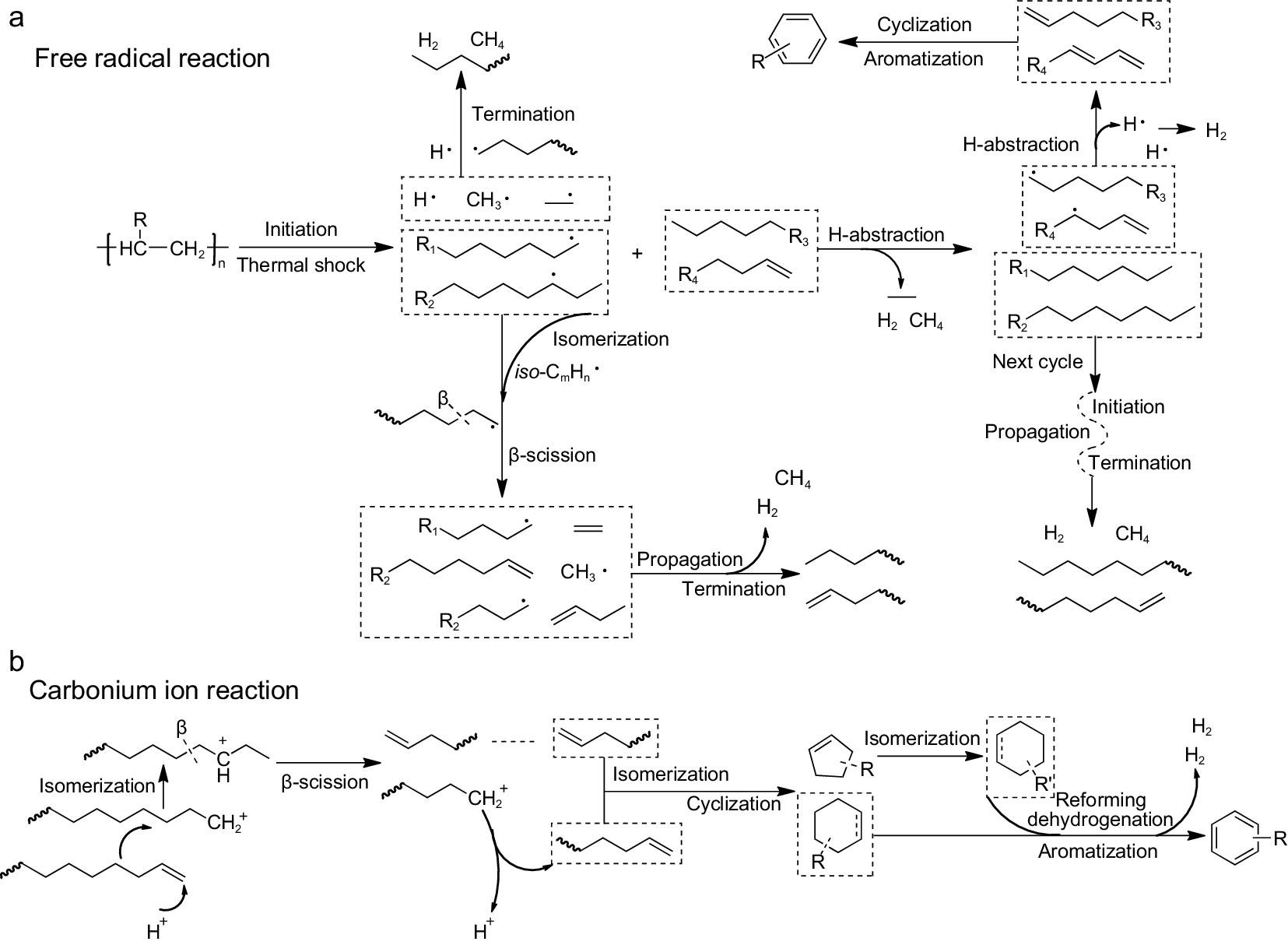
Термічний піроліз поліолефінів.

Термічний піроліз поліолефінів в основному відбувається за механізмом вільнорадикальної реакції, який включає три стадії: ініціацію ланцюга, поширення та завершення. По-перше, початковий тепловий удар викликає розрив будь-яких зв’язків C–C уздовж ланцюга поліолефінів, що призводить до утворення первинних вільних радикалів і зменшення молекулярної маси полімерів. На другому етапі нові радикали утворюються внаслідок реакцій відриву Н між первинними вільними радикалами та вуглеводнями та далі перетворюються на олефіни через розкладання зв’язків С–Н. Отримані олефіни викликають утворення ароматичних сполук через реакції циклізації та ароматизації. Крім того, кілька вільних радикалів, які піддаються реакціям ізомеризації, стабілізуються і можуть розпадатися на велику кількість рідких олефінів і нових радикалів шляхом подальшого β-розщеплення. На стадії термінації взаємодії відбуваються шляхом диспропорціонування або рекомбінації існуючих радикалів, що призводить до утворення H2, CH4, алканів і коротколанцюгових алкенів.

#### Піроліз
Це високотемпературний процес без кисню розщеплює пластик на рідкі або віскоподібні сполуки, вигідний для пластику, який важко переробляти.
- Виклики та інновації: попередня обробка пластикових відходів має вирішальне значення, щоб уникнути забруднення непластиковими матеріалами. Уніфікований розмір пластмаси перед піролізом необхідний, що збільшує витрати на процес. Дослідження зосереджені на каталітичному піролізі для покращення загального процесу та якості масла.
- Каталізатори: переважно використовуються гетерогенні кислотні каталізатори, що дають широкий спектр продуктів. Дослідження вивчають вплив різних каталізаторів на вихід і якість продукту, наприклад модифікованих природних цеолітів.
- Останні дослідження: включають дослідження вдосконалення каталізатора (наприклад, термічної та кислотної активації природних цеолітів) і нових каталітичних систем (наприклад, евтектична сіль AlCl3–NaCl) для розкладання поліолефінів.[1]

Піроліз пластику може перетворювати потоки придатних для палива відходів, таких, як пластики в якісне паливо, вугілля. Піроліз забезпечує стійкий шлях для переробки відходів полістиролу та перетворення його продукти з доданою вартістю, такі як смоли та полімери. Продукти, що утворюються внаслідок піролізу пластику поділяються на три категорії: газ, віск і піролізне масло. Піролізне масло є складною сумішшю, що складається з кислот, спиртів, альдегідів, складних ефірів, кетонів, цукрів, фенолів, гваяколів, сиринголів, фуранів, фенолів, похідних від лігніну, і екстрагованого терпену з багатофункціональними групами. Цей продукт може бути використаний як біопаливо, альтернатива паливу на основі нафти, або як сировина для хімічної промисловості, особливо після подальшого очищення, що покращує його склад та властивості для зберігання і транспортування.
Нижче наводиться список відповідної пластикової сировини, придатної для піролізу:
- Суміш пластиків (ПНТ, ПВТ, поліетилен, поліпропілен, нейлону, тефлону, полістирен, АБС-пластик, склопластик і т. д.)
- Змішані пластикові відходи від паперових фабрик
- Багатошаровий Пластик

#### Гідрокрекінг та каталітичний крекінг
Гідрокрекінг — це процес каталітичного рафінування для відновлення корисних хімічних фракцій, який зазвичай потребує біфункціональних каталізаторів, таких як цеоліти, для посилення активності крекінгу.

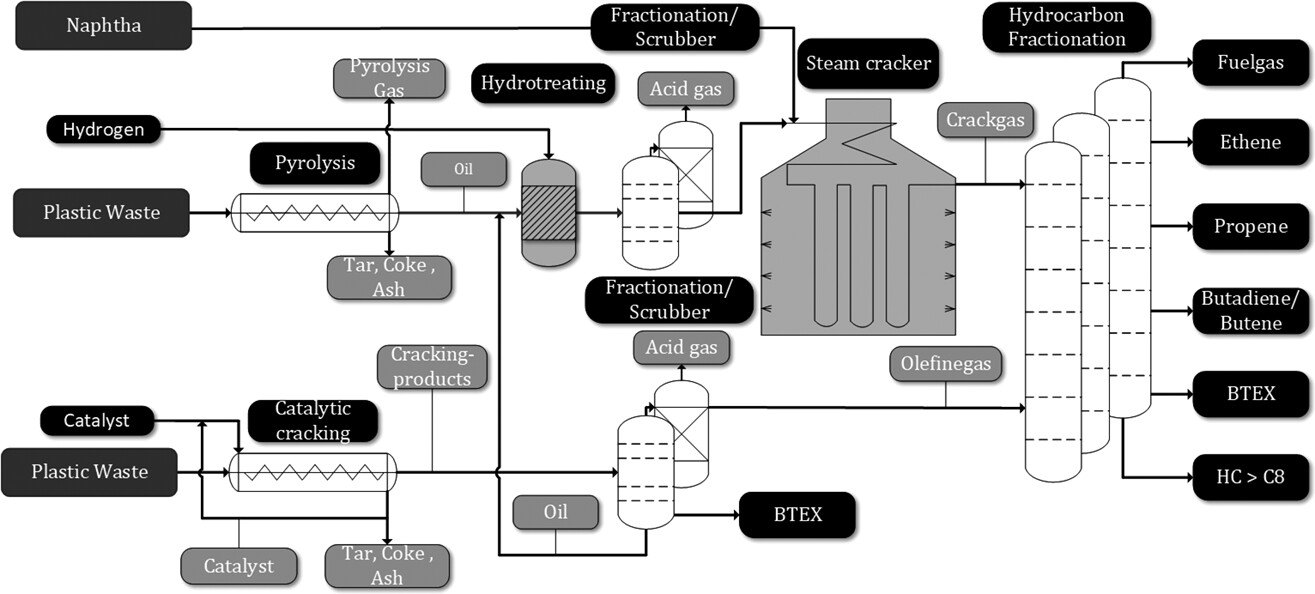
Схема матеріальних потоків і процесів, необхідних для піролізу та каталітичного крекінгу для повторного виробництва мономерів із пластикових відходів шляхом інтеграції в установку парового крекінгу нафти.

Прагнення до переробки пластикових відходів у створенні циркулярної економіки стикається з проблемами через складність певних видів пластику та забруднювачів, що спричиняє технічні проблеми, такі як утворення коксу та корозія в термохімічних процесах. Очищення отриманих відпрацьованих масел є трудомістким, вимагає видалення металів, золи та гетероатомів, водночас потребуючи гідрування для відповідності вимогам хімічних заводів, створюючи додаткові потреби в енергії. Серед цих викликів розробка надійних і ефективних методів перетворення є надзвичайно важливою. Один із життєздатних методів включає каталітичний крекінг багатих на поліолефіни потоків відходів, утворюючи олефінові гази, які можна легко очистити для використання без екстенсивного гідрування або парового крекінгу, пропонуючи раціоналізований процес порівняно зі звичайними шляхами. Каталітичний крекінг з використанням цеолітних каталізаторів показав багатообіцяючу можливість отримати високоцінні хімічні речовини, водночас вирішуючи такі проблеми, як порушення каталізатора такими компонентами, як поліаміди. Вибір реакторів, таких як киплячі шари, обертові печі або гвинтові реактори, повинен враховувати регенерацію та стабільність каталізатора, причому каталізатори досліджуються для повторного використання, хоча вони стикаються з проблемами обмеження дифузії макропор.
- Останні дослідження зосереджені на перетворенні різних полімерів у цінні продукти, такі як зріджений нафтовий газ, нафта та метан; вивчення морфології каталізатора та варіацій у потоках живлення.
- Інновації зосереджені на оптимізації каталізаторів і процесів очищення для переробки різних типів пластику в цінні продукти, такі як вуглеводні, сприяючи більш замкнутій і ресурсоефективній економіці.[1]

### Мікрохвильова деполімеризація
Цей метод є універсальним і може бути застосований до широкого діапазону пластмас, пропонуючи більш енергоефективний спосіб руйнування полімерів порівняно з традиційними методами нагрівання.
Нерозчинні пластики мають полімерні ланцюги, які можуть перебувати в різних конформаціях і демонструвати компактні вторинні структури, які забезпечують низьку доступність для ініціювання реакції деполімеризації ферментами. Ці недоліки можуть бути вирішені за допомогою мікрохвильового опромінення як процесу попередньої обробки для доставки порошків частинок поліетилентерефталату (ПЕТ), придатних для подальшої деградації пластику, наприклад, за допомогою біотехнологічно створених ферментів.
ПЕТ-гліколіз є багатообіцяючим методом деполімеризації, але в основному проводився з використанням гомогенних каталізаторів, а розробка активних і стійких каталізаторів і більш енергоефективних процесів залишаються проблемами. Мікрохвильове нагрівання в гліколізі ПЕТ і ZnO як гетерогенний каталізатор можуть сприяти вирішенню цієї проблеми.

#### Мікрохвильовий піроліз
Піроліз пластикових відходів з допомогою мікрохвиль (Microwave-Assisted Pyrolysis) — це процес, у якому використовується мікрохвильове випромінювання для індукування термічного розкладання пластикових матеріалів за відсутності кисню. Під час цього процесу пластикові відходи нагріваються до високих температур (300-800 градусів Цельсія), що призводить до розпаду відходів на менші молекули, такі як гази, рідини та тверді залишки. Використання мікрохвиль дозволяє швидко та ефективно нагрівати пластикові відходи, скорочуючи час обробки порівняно з традиційними методами піролізу. Продукти мікрохвильового піролізу включають синтез-газ (суміш водню, монооксиду вуглецю та метану), піролізне масло та вугілля, які згодом перетворюють на цінні продукти, включаючи водень, біопаливо, активоване вугілля, метан та інші. Мікрохвильовий піроліз пропонує ряд переваг, таких як швидке нагрівання, скорочення часу обробки, більший вихід продукту, покращену селективність цільових продуктів, можливість вибіркової деградації певних типів пластику, можливість переробки змішаних типів пластику та частково забрудненого пластику, енергоефективність завдяки локальному нагріванню, зменшення викидів шкідливих побічних продуктів, а також здатність працювати в менших масштабах, що робить його придатним для малих децентралізованих систем переробки відходів. Процес є самодостатнім з енергетичної точки зору, що робить процес економічно стійким.

### Біотехнологічна переробка

Основна концепція біопереробки пластикових відходів.

- Мікробна деградація: мікроорганізми відіграють ключову роль у біотехнологічній обробці відходів, демонструючи здатність розщеплювати органічні матеріали в різних потоках відходів. Бактерії, гриби, мікроводорості[82], комахи[83] та виділені ферменти використовуються для розкладання складних сполук, які містяться в пластику[81][84][85] й мікропластику[86][87][88]
- Синтетична біологія та генетична інженерія: досягнення в цих наукових дисциплінах дозволяють створювати та модифікувати мікроорганізми для покращення здатності до розкладання відходів.[89] Наприклад, дослідження 2023 року, опубліковане в Nature Communications, представило синтетичний мікробний консорціум, який ефективно розкладає гідролізат поліетилентерефталату (ПЕТ) та згодом виробляє бажані хімічні речовини шляхом розподілу праці.[90]

### Інші процеси
Був розроблений процес, в якому багато видів пластику можуть бути використані як джерела вуглецю при переробці сталевого брухту.
Існує також можливість змішаної переробки різних пластиків, які не підлягають розділенню. Цей процес називається компатибілізацією, і потребує використання спеціальних хімічних реагентів. Це може допомогти зберегти якість переробленого матеріалу і уникнути часто дорого і неефективно попереднього сканування потоків пластикових відходів та їх розділення/очищення.

## Використання

### ПЕТ
Після споживача контейнери із поліетилентерефталату сортуються в різні колірові фракції, і тюкуються для подальшого продажу. Переробники ПЕТ додатково сортують тюковані пляшки, промивають їх і подрібнюють на луски (або спочатку подрібнюють, а потім миють). Під час цього процесі видаляються частки не-ПЕТ пластику (в тому числі пластик кришечок і етикетки). Чисті пластівці висушують. Матеріал може піддаватися додатковому очищенню, наприклад, фільтрації розплаву і грануляції, а також різним процедурам очищення, які необхідні для виробництва продукції, яка буде контактувати із продуктами харчування.
Перероблений поліетилентерафталат широко використовується для виробництва поліефірних волокон. Відсортовані відходи ПЕТ-пластику після першого використання подрібнюються, розбивається на пластівці, пакується у тюки і продається.
Один з варіантів застосування вторинного ПЕТ, який набуває популярності — це виробництво волокон для швейної промисловості. Ці волокна створюють шляхом закручування пластівців ПЕТ у нитку і пряжу. Це робиться так само легко, як і створення поліестеру з абсолютно нового пластику. Волокна і пряжа із переробленого ПЕТ-пластику може використовуватися незалежно, або разом з іншими волокнами, щоб створити широкий спектр різних тканин. Ці тканини традиційно використовуються для створення міцних, довговічних, грубих товарів, таких як куртки, пальта, взуття, сумки, головні убори і аксесуари, так як вони зазвичай занадто грубі для прямого контакту зі шкірою і можуть викликати подразнення. Проте, ці типи тканин стають все більш популярними в результаті суспільного зростаючого усвідомлення екологічних проблем. Численні виробники тканини і одягу використовували цю тенденцію.
Інші значний обсяг переробленого ПЕТ-пластику йде на виготовлення нових контейнерів (для харчових і нехарчових продуктів), яке проводиться або шляхом (видувного) лиття у пляшки і банки, або термоформування листів ПЕТ для виробництва блістерної упаковки та сортувальних таць. 46 % усього переробленого ПЕТ пішло на виготовлення контейнерів в Європі у 2010 році.[джерело?]
У США рівень переробки ПЕТ-тари склав до 31,2 % у 2013 році, згідно зі звітом від Національної асоціації для ресурсів ПЕТ-контейнерів (The National Association for PET Container Resources — NAPCOR) і Асоціації Переробки Пластику після Споживачів (Association of Postconsumer Plastic Recyclers — АТР). Було зібрано 815,56 мільйонів кілограм ПЕТ-пластику, 215,46 мільйонів кг із вторинного ПЕТ використовується у 2614,5 мільйонах кг ПЕТ-пляшок.

### Поліетилен високої щільності
Пластик № 2, або поліетилен високої щільності (ПВЩ) є широко перероблюваним пластиком. Зазвичай відбувається даунциклінг (після переробки отримують матеріал із гіршими характеристиками) в пластикові будівельні матеріали (як заміна пиломатеріалам), столи, дорожні бордюри, лавки, візки вантажних ліній, сміттєві контейнери, канцелярське приладдя (наприклад, лінійки) та інші міцні вироби з пластика, які користуються попитом.

Код переробки для полістиренових виробів

В двох дослідженнях 2023 року, опублікованих в Science, описується економічно-ефективна методика переробки пластикових відходів (поліетилен та поліпропілен) в жирні кислоти, які згодом перетворюють промислові сурфактанти; та поліетиленових відходів в широкий спектр цінних хімічних речовин.

### Полістирен
Більшість полістиренових виробів не переробляється через відсутність стимулів для інвестування у преси і необхідні матеріально-технічні системи. В результаті виробники не можуть отримати достатньої кількості брухту. Пінополістиреновий (EPS) брухт можна легко додавати у продукти, такі як листи EPS ізоляції та інших EPS матеріалів для будівельного використання. Якщо полістирен не потрібен для виробництва пінополістирену, полістиреновий брухт можна переробити на вішалки для одягу, лавки, квіткові горщики, іграшки, лінійки, корпуси степлерів, контейнери для розсади, рами для картин, і архітектурне лиття.
Перероблений пінополістирен використовується також у багатьох операціях розливу. Опалубки виготовляють із пінополістирену, який разом з цементом, використовується як теплоізоляційна основа в бетонних фундаментах і стінах. З 1993 року американські виробники виробляють ізоляційні бетонні форми з приблизно на 80 % із переробленого пінополістирену.

### Інших пластиків
Білі пластикові пінополістиренові пакувальні шарики використовуються як пакувальний матеріал, і часто приймаються у відділах доставки магазинів для повторного використання.
Успішні випробування в Ізраїлі показали, що пластикові плівки видобуті зі змішаних побутових відходів можна перероблювати в корисні побутові вироби, такі як відра.
Аналогічно, пластик із сільського господарства, такий як агроплівка, стрічки крапельного поливу і мішки для силосу видаляються із загальних відходів і успішно переробляється у значно більші вироби для промислового використання, такі як пластикові композитні шпали. Історично склалося, що пластикові відходи сільськогосподарського виробництва раніше або вивозилися на звалища, або спалювалися на місці, на полях фермерських господарств.
Телеканал CNN повідомляли, що доктор С. Мадху з Науково-дослідницького дорожнього інституту в Кералі, Індія, розробив дорожнє покриття, до складу якого входять перероблений пластик: наповнювач, бітум (асфальт) із подрібненим пластиком, яке плавлять і змішують при температурі не нижче 220 градусів °C (428 °F), щоб уникнути забруднення. Це дорожнє покриття вважається дуже міцним і стійким до мусонних дощів. Пластик сортується вручну, що економічно доцільно в Індії. Для тестової дороги завдовжки 500 м, 8 метрів шириною, у дві смуги використали приблизно 60 кг пластику. Для зручності процесів пластикові відходи подрібнюють у дрібні легкі пластівці, які легко вводити дозувальними машинами на заводах гарячого змішування. Тести в Бангалорі та Науково-дослідницького дорожнього інституту показують, що дороги, побудовані з використанням цієї суміші мають довший період експлуатації, краще переносять холод, спеку, не розтріскуються.

## Економічний та енергетичний потенціал
Починаючи з 1990 року, щороку збільшується кількість пластикових товарів, вироблених із переробленого пластику, але темпи значно відстають від інших матеріалів, таких як газети (близько 80 %) і гофрований картон (близько 70 %). Загалом, у Сполучених Штатах Америки кількість пластикових відходів у 2008 році оцінюються в 33,6 млн тон, із них 2,2 млн тонн (6,5 %) було перероблено, 2,6 млн тон (7.7 %) було спалено для отримання енергії; 28,9 млн тонн, або 85,5 %, були поховано на звалищах.
У 2008 році у США ціна на ПЕТ знизилася від 370 дол/т до 20 доларів у листопаді. Ціни на ПЕТ повернулися до свого довгострокового рівня у середні травня 2009 року.
Переробка однієї тонни пластику може зберегти 5774 кВт/год, або 103292000 кілоджоулів енергії, 3785-7570 л бензину, 685 літрів мастила, 30 кубічних метрів місця на звалищах, та 48000 літрів води. [джерело?]
99% пластмаси, що виробляється станом на 2021 рік, є полімерами на основі викопних речовин, і вони продовжуватимуть відігравати важливу роль у багатьох виробничих відділеннях протягом тривалого часу. Згідно зі звітом European Bioplastics за 2020 рік, очікується, що загальна виробнича потужність ЄС біополімерів досягне 2,45 млн. тонн до 2024 року, що набагато менше, ніж потребує ринок пластику, тобу питання переробки пластику є вкрай актуальним.
Прогнози 2021 року показують, що до 2050 року майже 60% виробництва пластику буде залежати від перероблених продуктів. Робляться значні інвестиції для вдосконалення переробки хімічних речовин з метою виробництва 1,2 мільйона тонн переробленого пластику в ЄС до 2025 року та 3,4 мільйона тонн до 2030 року.

## Перешкоди та виклики
Якщо сплавляти разом різні типи пластику, то виріб буде застигати, розділеним на шари різних пластиків (подібно до води та олії). На фазовій границі виникають структурні послаблення в матеріалі, тобто суміші полімерів можу бути корисною лише в обмеженому застосуванні.[джерело?] Таким чином поводяться два найбільш поширені у виробництві пластика, поліпропілен і поліетилен, що обмежує їх корисність для переробки. Останнім часом було запропоноване використання таких блок-сополімерів, як «молекулярні сітки» або метод «макромолекулярного флюсу», щоб подолати труднощі, пов'язані з поділом фаз в процесі переробки.
Ще одна перешкода для переробки — це широке використання барвників, наповнювачів та інших добавок у пластиках. Полімери, як правило, дуже в'язкі, щоб економічно видаляти наповнювачі, і структура може бути пошкодженою після багатьох процесів, якими можна дешево видалити додані барвники.[джерело?]
Відсоток пластику, який може бути повністю перероблений, і не вилучений із циклу переробки (потрапить у відходи) може бути збільшена, якщо виробники запакованих товарів зменшать змішування пакувальних матеріалів та виключать добавки. Асоціація Переробників Пластиків опублікували Посібник з проектування для переробки.

## Освіта споживачів

### Велика Британія
У Великій Британії кількість пластику, який переробляється відносно мала, частково через відсутність установок для переробки.
У 2009 році представники пластикової індустрії розпочали компанію «Виклик пластику 2020», з метою залучення британської громадськості до загальнонаціональних дебатів з приводу використання, повторного використання та утилізації пластиків. І проводять серію онлайн-дебатів на своєму сайті навколо ієрархії відходів.
Існує завод в Уорксопі, який здатен переробляти 60-80 тис. тон в рік.
У Північній Ірландії, рівень переробки також відносно низький  - тільки 37,4 % переробляються. Однак, нові технології допомагають підвищити показник переробки, за рахунок тих відходів, які раніше йшли на звалища, наприклад, суміш твердих пластиків.

### Китай
Китайські вчені зробили крок вперед у боротьбі з пластиковими відходами, запропонувавши технологію виготовлення пластику, що розчиняється у воді. Авторка проекту Ван Гексіа стверджує, що завдяки додаванню водорозчинних з'єднань до біорозкладних поліефірів, та за наявності радикалів, процес розкладання пластику проходить 10 днів та є нетоксичним. Вчені Китайської Академії наук зазначили, що під цю технологію будуть переобладнані 4 заводи. Таким чином виробництво поліетиленових пакетів та одноразового посуду буде продовжуватись, планується щорічно отримувати десь 75 тис. т товарів з водорозчинного пластику. Однак, багато хто зауважує, що такий матеріал є вполовину дорожчим за звичайний, тож це може бути перешкодою в серійному виготовленні.

### Україна
В Україні є компанія The Good Plastic Company. Це українська компанія, що виникла завдяки порадам Марка Цукерберга, прогресивному світогляду засновника бренду Вільяма Чижовського, плану сталого розвитку, експертизі команди, технологіям та інвестиціям великого бізнесу. 
The Good Plastic Company виготовляє панелі з переробленого пластику, які використовуються в інтер’єрі. Серед клієнтів – Nike, McDonald’s, європейські готелі та офіси, IKEA, Adidas тощо. Виробництво працює з надточними машинами власної розробки, постійно вдосконалює технологію, створює одні з  найбільших пластикових листів в Європі різноманітного дизайну та високої якості. Бізнес динамічно зростає, успішно розвивається на нових ринках, цінує працівників та піклується про навколишній світ. 

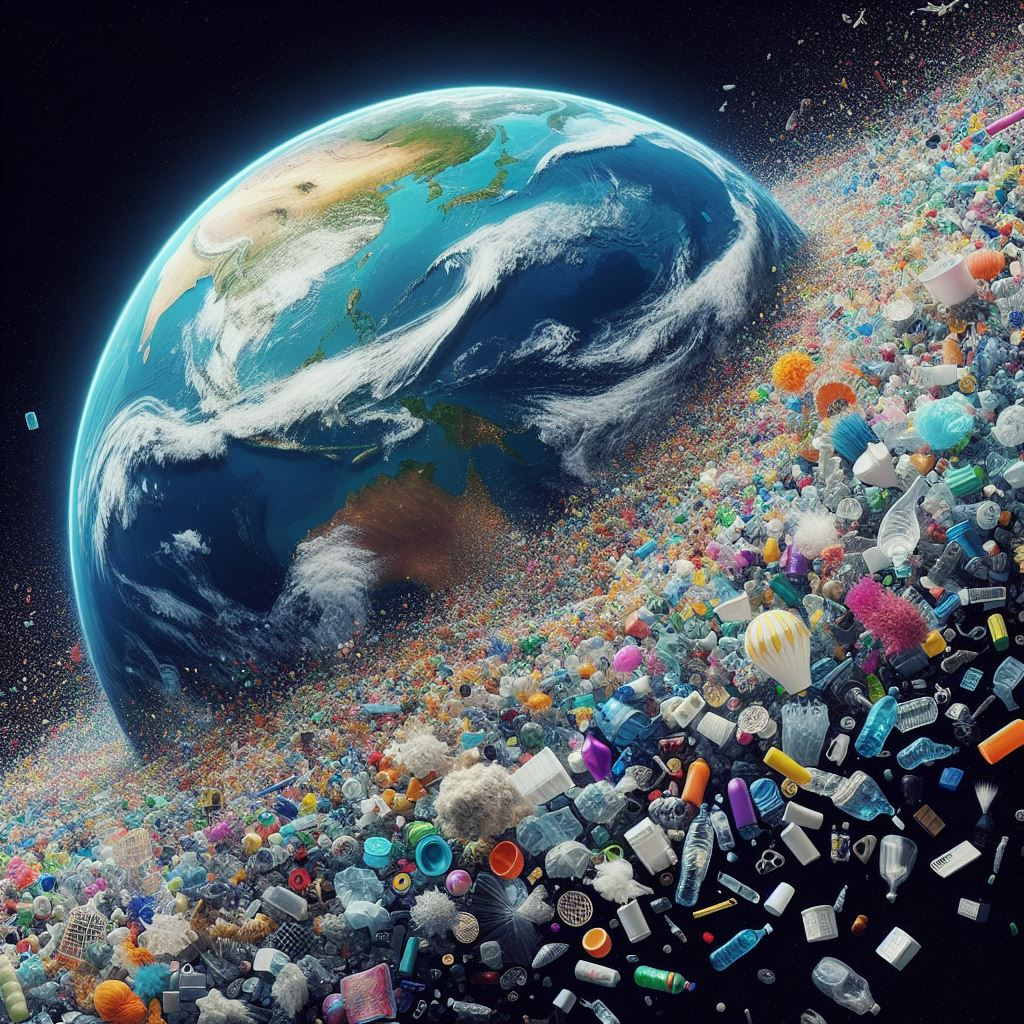
Worldandplastic

###### Що відомо?
- Вчені стверджують, що забруднення мікропластиком планети сягнуло рівня, який призвів до формування кругообігу пластику, подібного до інших природних циклів. Вони з'ясували, що мільярди тонн мікропластику наразі присутні у атмосфері Землі, океанах та ґрунтах.[121]
- Вчені дослідили понад 300 зразків забрудненого мікропластиком повітря, зібрані на заході США, та дійшли висновку, що більшість пластику у повітрі не були наслідком викидів з людських поселень, а були принесені рухом вітрів та води. Дослідники підрахували, що 85% часток мікропластику походять з атмосфери, 10% – з води та ще 5% – з грунтів.[122]

## Код ідентифікації смоли
В усьому світі для упаковки продуктів використовують п'ять видів пластикових полімерів, кожен із особливими властивостями (див. таблицю нижче). Кожну групу пластику можна визначити за її пластиковим ідентифікаційним кодом, зазвичай це число або буквене скорочення. Наприклад, поліетилен низької щільності можуть відмічати числом «4» або літерами «LDPE»/«ПВТ». Код ідентифікації розміщується всередині символу переробки — трикутника із трьох зігнутих стрілок. Символ використовується для визначення, який із пластику можна переробити у нові продукти.[джерело?]
Ідентифікатор пластику був представлений товариством пластикової промисловості, щоб забезпечити єдину систему для ідентифікації різних типів полімерів і допомогти переробним підприємствам розділити і переробити окремі різні види пластиків. Виробники пластикових виробів зобов'язані використовувати код ідентифікації смоли у деяких країнах/регіонах, в інших країнах, де немає таких вимог, вони можуть добровільно маркувати свою продукцію. Споживачі можуть визначити тип пластику згідно з кодом, який, як правило, знаходиться знизу, або збоку виробу. Це також стосується упаковки та контейнерів для продуктів харчування та побутової хімії. Код ідентифікації смоли зазвичай не розміщують на пакувальній плівці, так як досі тонкі плівки і пластикові пакети не збирали, і не переробляли.[прояснити][джерело?]
| Код ідентифікації смоли | Тип пластикового полімеру                 | Властивості | Використання упаковки | Температура плавлення (°C) та склування                                    | Модуль Юнга (ГПа)                   |
| ----------------------- | ----------------------------------------- | --- | --- | -------------------------------------------------------------------------- | ----------------------------------- |
|                         | Поліетилентерефталат (ПЕТ, ПЕТФ)          | Чистота, міцність, жорсткість, бар'єр для газу і вологи.                                                          | Безалкогольні напої, вода і салатні соуси; арахісова паста і банки для джему; невелика побутова електроніка. | Tпл. = 250; Tскл. = 76                                                     | 2-2,7                               |
|                         | Поліетилен високої щільності (HDPE)       | Жорсткість, міцність, стійкість до впливу вологи, проникність для газу.                                           | Водопровідні труби, обручі, відра, пляшки для молока, соку і води; продуктові сумки, іноді пляшки для шампунів/інших косметичних засобів. | Tпл. = 130; Tскл. = -125                                                   | 0,8                                 |
|                         | Полівінілхлорид (ПВХ)                     | Універсальність, простота змішування, міцність, ударна в'язкість.                                                 | Блістерна упаковка для непродовольчих товарів. Може використовуватися для упаковки харчових продуктів з додаванням пластифікаторів, необхідних, щоб зробити спочатку жорсткий ПВХ гнучким. Як ізолятори для електричних кабелів; жорсткі труби; вінілові пластинки. | Tпл. = 240; Tскл. = 85                                                     | 2,4-4,1                             |
|                         | Поліетилен низької щільності (LDPE)       | Зручність обробки, міцність, ударна в'язкість, гнучкість, легкість герметизації, бар'єр для вологи.               | Мішечки для заморожених продуктів; стискувані пляшки, наприклад, для меду, гірчиці; стрейч-плівки; гнучкі кришки для контейнерів. | Tпл. = 120; Tскл. = -125                                                   | 0,17-0,28                           |
|                         | Поліпропілен (PP)                         | Міцність, жорсткість, стійкість до тепла, хімічних речовин, жирів, олій і олив, універсальний, бар'єр для вологи. | Вироби багаторазового використання для мікрохвильових печей; кухонне приладдя; ємності для йогурту, маргарину; одноразовий посуд, придатний для розігрівання у мікрохвильовках; м'які кришки для пляшок.                                                            | Tпл. = 173; Tскл. = -10                                                    | 1,5-2                               |
|                         | Полістирен (PS)                           | Універсальнисть, чистота, легкість обробки                                                                        | Яєчні контейнери; одноразові чашки, тарілки, таці, столові прибори; одноразові контейнери на виніс. | Tпл. = 240 (тільки ізотактичний); Tскл. = 100 (атактичний та ізотактичний) | 3-3,5                               |
|                         | Інший (часто полікарбонат та АБС-пластик) | Залежить від полімеру, або їх комбінації                                                                          | Бутлі для напоїв; дитячі молочні пляшки. непакувальне використання полікарбонату: компакт-диски; стакани «непроливайки»; Корпуси електричних пристроїв; лінзи, включно із лінзами для сонцезахисних окулярів, окуляри, автомобільні фари, щити, панелі приладів.    | Полікарбонат: Tскл. = 145; Tпл. = 225                                      | Полікарбонат: 2,6; АБС-пластик: 2,3 |

### США
Низький національний рівень переробки пластику був зумовлений складністю сортування та переробки, невигідними для економіки, а також недостатньою обізнаністю споживачів про те, який пластик насправді може бути перероблений. Інша частина плутанини була через відсутність використання коду ідентифікації смоли, який мав бути на всіх пластикових деталях, а тільки загальний символ переробки. Мета цих символів — зробити легшою ідентифікацію типу пластику, який використовується для конкретного виробу і вказують на те, що пластик є потенційно придатним для вторинної переробки. Залишається тільки питання про те, які види пластиків можуть бути переробленими на місцевому центрі утилізації. У багатьох громадах не всі типи пластиків приймаються по програмі утилізації зібраного сміття через високі витрати на переробку і необхідне складне обладнання, необхідне для переробки певних матеріалів. Іноді низький попит на переробку продуктів залежіть від доступності центрів переробки, та осіб, які займаються пошуком та здачею вторинної сировини. Ще однією серйозною перешкодою є те, що вартість переробки певних матеріалів і відповідна ринкова ціна на ці перероблені матеріали часом не надають можливості для отримання прибутку. Найкращим прикладом цього є пінополістирен, хоча деякі громади, такі як Бруклін, штат Массачусетс, рухаються до заборони на поширення пінополістиренових контейнерів для їжі і кави для місцевого бізнесу.

## Додаткова література

### Книги
- Devasahayam, Sheila; Singh, Raman; Strezov, Vladimir, ред. (2022). Recycling and Resource Recovery from Polymers. MDPI. ISBN 978-3-0365-4538-7.
- Trevor M. Letcher (2020). Plastic Waste and Recycling. Elsevier. ISBN 978-0-12-817880-5.
- Rudolph, Natalie; Kiesel, Raphael; Aumnate, Chuanchom (2017). Understanding Plastics Recycling: Economic, Ecological, and Technical Aspects of Plastic Waste Handling (англ.). München: Carl Hanser Verlag GmbH & Co. KG. ISBN 978-1-56990-676-7.

### Журнали
- Resources, Conservation and Recycling та Advances
- Waste Management
- Journal of Cleaner Production
- Polymer Degradation and Stability
- Journal of Polymers and the Environment
- Progress in Rubber, Plastics and Recycling Technology

### Статті
- Undas Anna K.; Groenen Marc; Peters Ruud J. B.; van Leeuwen Stefan P. J. (1 січня 2023). Safety of recycled plastics and textiles: Review on the detection, identification and safety assessment of contaminants. Chemosphere. doi:10.1016/j.chemosphere.2022.137175.
- Tsuchimoto Ichiro; Kajikawa Yuya (2022-01). Recycling of Plastic Waste: A Systematic Review Using Bibliometric Analysis. Sustainability (англ.). doi:10.3390/su142416340.
- Idumah Christopher Igwe; Nwuzor Iheoma C. (2019). Novel trends in plastic waste management. (pdf) SN Applied Sciences (англ.). doi:10.1007/s42452-019-1468-2.